# ギルダーの法則
ギルダーの法則（ギルダーのほうそく）は、通信網に関する法則。
「通信網の帯域幅は6ヶ月で2倍になる」というもの。
アメリカの経済学者ジョージ・ギルダーが2000年に自著『テレコズム』にて提唱した。
ギルダーの法則によると、10年で100万倍のペースとなるが、実際は10年で1000倍くらいであり、それは、1年で2倍のペースに当たる。また、この法則が引用される時も、引用される数字（6ヶ月、2倍）には多少幅が出ている。さらに、イーサネット自体は、ムーアの法則、つまり、10年で100倍のペースでしか速くなっていない。